# 过基同
过基同（1910年12月—1999年），又名过志源，男，江苏无锡人，中国环境卫生学家，华西医科大学教授，曾任中国环境科学学会顾问。